# تیرتار
تیرتار (به لاتین: Tırtar) یک منطقهٔ مسکونی در ترکیه است که در استان مرسین واقع شده‌است.

## خصوصیات
تیرتار ۲۴۱ نفر جمعیت دارد و ۱٬۵۵۰ متر بالاتر از سطح دریا واقع شده‌است.